# Doble homicidio-suicidio de Chris Benoit
El doble homicidio-suicidio de Chris Benoit tuvo lugar durante tres días que terminó el 24 de junio de 2007. El luchador profesional canandiense Chris Benoit (quien en ese entonces trabajaba para WWE) asesinó a su esposa Nancy, estranguló a su hijo de siete años, Daniel, y posteriormente se suicidó por ahorcamiento. Los resultados de la autopsia mostraron que Benoit asesinó primero a su esposa. Tenía los pies y las muñecas atadas y murió de asfixia en algún momento el viernes, según el fiscal del condado de Fayette, Scott Ballard, en una rueda de prensa. Estaba envuelta en una toalla y había sangre debajo de su cabeza, pero Ballard dijo que no había otras señales de lucha.
El hijo de la pareja, que también murió de asfixia, al parecer fue asesinado mientras yacía en la cama durante la mañana del sábado, horas antes de que Benoit se suicidara en su sala de pesas. Chris Benoit colocó copias de la Biblia junto a los cuerpos de su esposa y su hijo, así como un tercio de la Biblia en su máquina de levantamiento de pesas. Desde el suicidio de Benoit, se han propuesto numerosas explicaciones de sus actos, incluyendo el daño cerebral, el abuso de esteroides y un matrimonio fracasado con su esposa. El asesinato dio lugar a numerosas versiones de los medios de comunicación y una investigación por parte del gobierno federal en el consumo de esteroides en la lucha libre profesional.

## Homicidio y suicidio

### Nancy Benoit
El viernes, 22 de junio, Chris Benoit asesinó a su esposa Nancy en una oficina de la primera planta de la casa familiar. Sus brazos estaban atados y su cuerpo envuelto en una toalla. Un ejemplar de la Biblia fue dejado en su cuerpo. Las lesiones indicaron que Benoit había presionado un rodillazo en su espalda al mismo tiempo que tiraba de una cuerda alrededor de su cuello, ocasionando asfixia. También se encontró sangre debajo de su cabeza, lo que sugiere que pudo haber tratado de defenderse de Benoit. Las autoridades informaron de que no había señales de lucha inmediata. Los toxicólogos no pudieron determinar si el alcohol que se encontró en su cuerpo estaba allí antes de su muerte o era producto de la descomposición. La descomposición también hizo difícil estimar los niveles previos de hidrocodona y alprazolam, encontrados en «niveles terapéuticos» en su cuerpo. En cualquier caso, el forense no vio ninguna evidencia de que estuviera sedada como su hijo.

### Entre las dos muertes
A las 3:30 de la tarde del sábado, 23 de junio, el luchador Chavo Guerrero recibió un mensaje de voz desde el teléfono de Benoit afirmando que se quedó dormido y que había perdido su vuelo y que además, llegaría tarde al House show de esa noche en Beaumont, Texas. Guerrero llamó de nuevo a Benoit y este sonaba cansado y aturdido confirmando todo lo que había dicho en su mensaje de voz. Guerrero, que estaba «preocupado por el tono y la actitud de Benoit» lo llamó a los doce minutos. Benoit no contestó a la llamada y Guerrero dejó un mensaje pidiendo a Benoit que le volviera a llamar.
A las 5:00 de la tarde, Benoit llamó a Guerrero de nuevo, explicándole que no había respondido a la llamada porque había estado hablando por teléfono con Delta Air Lines para cambiar su vuelo. Benoit le explicó que había tenido un día estresante debido a que Nancy y Daniel estaban «enfermos a causa de una intoxicación alimentaria». Un compañero de trabajo que a menudo viajaba con Benoit lo llamó desde fuera del aeropuerto de Houston y Benoit respondió. Benoit explicó a su compañero de trabajo que Nancy estaba vomitando sangre y que Daniel también estaba vomitando.
El domingo, 24 de junio, se enviaron cinco mensajes de texto a sus compañeros entre las 3:51 y las 3:58 de la mañana, estos mensajes fueron enviados desde los teléfonos móviles de Nancy y Chris Benoit. En cuatro de ellos estaba escrita la dirección de los Benoit y en el quinto de los mensajes aparecía escrito que los perros de la familia estaban en la zona de la piscina cerrada y que la puerta lateral del garaje estaba abierta.
Durante ese tiempo, Benoit llamó y dejó un mensaje de voz a un amigo desconocido. Benoit llamó después a la oficina de talentos de WWE indicando que su hijo estaba vomitando y que él y Nancy estaban en el hospital con él. También explicó que iba a tomar más tarde el vuelo a Houston, donde se iba a enfrentar a CM Punk por el Campeonato de ECW en el evento Vengeance: Night of Champions, pero no iba a asistir al evento en Beaumont.

### Daniel Benoit
Daniel Christopher Benoit (nacido el 25 de febrero de 2000) fue el tercer hijo y el segundo niño que había tenido Chris Benoit, ya que Daniel tenía dos medio hermanos mayores llamados David y Megan, fruto del matrimonio de Chris con su primera esposa Martha. Era el primer hijo que había tenido Nancy, que no había tenido hijos con sus maridos anteriores, Jim Daus y Kevin Sullivan.
Daniel fue sofocado y asesinado en su dormitorio, y una copia de la Biblia fue dejada en su cuerpo. El niño tenía lesiones internas en el área de la garganta, que no mostraban contusiones. La hora exacta de la muerte de Daniel es desconocida. Las investigaciones determinaron que Daniel había sido sedado con Alprazolam y posiblemente se encontraba inconsciente cuando fue asesinado. Un gran cuchillo de carnícero fue encontrado debajo de la cama de Daniel, pero el cuchillo no fue utilizado en el asesinato. El cuerpo de Daniel había empezado a mostrar signos de descomposición, pero no era tan avanzada como en el cuerpo de su madre.
Se alegó más tarde que Daniel tenía el Síndrome X frágil, y que ésta era la causa de los problemas domésticos en la familia Benoit. También se sugirió que las marcas de agujas en los brazos de Daniel fueron el resultado de inyecciones con hormonas del crecimiento, ya que Benoit y su familia consideraban que tenía una estatura muy pequeña. El compañero de trabajo y mejor amigo de Benoit, Chris Jericho, declaró que de su propia investigación de la enfermedad, los síntomas «encajan en Daniel a la perfección». Con respecto a los que habían declarado públicamente que no tenían conocimiento de que Daniel tuviera la enfermedad, Jericho dijo: «Si Chris había decidido que quería mantener su vida privada en secreto, no habrías sido capaz de sacarle nada». A pesar de las declaraciones iniciales de Chris Jericho sobre Daniel, más tarde declaró en su libro de 2011, Undisputed: «Al final Daniel no tenía el síndrome x frágil, pero en ese momento tenía sentido porque me estaba agarrando a un clavo ardiendo».
El fiscal del distrito emitió un comunicado diciendo que una fuente con acceso a los archivos médicos de Daniel no encontró ninguna mención de cualquier dolencia física y mental preexistentes. Del mismo modo, los educadores de Daniel Benoit informaron que estaba a la par con otros estudiantes y que no iba a repetir curso como se pensaba anteriormente. No se ha esclarecido si Daniel tenía o no el síndrome x frágil.

### Chris Benoit
Chris Benoit, de acuerdo con el fiscal del distrito, se suicidó por ahorcamiento. Benoit utilizó un cable de su máquina de pesas para ahorcarse, creando un lazo con el extremo del cable. Cuando Benoit lanzó las pesas, el movimiento provocó que se estrangulara. Scott Ballard dijo que la barra desplegable había sido retirada y que Benoit estaba colgando de una polea.
En 2016 en el pódcast Talk Is Jericho, la hermana de Nancy, Sandra Toffoloni, aclaró más detalles a fondo. Ella dijo que durante el transcurso de ese fin de semana luego de los asesinatos, se encontró una búsqueda en internet que mostraba que Benoit buscó «la forma más rápida y fácil de romper un cuello». Luego usó una toalla que estaba envuelta alrededor de su cuello hasta la máquina de pesas, en el cual dejó caer 240 libras, rompiéndose el cuello instántaneamente.

### Descubrimiento de los cuerpos
El lunes, 25 de junio, WWE fue notificada de los mensajes de texto enviados a Chavo Guerrero y al árbitro Scott Armstrong. Al no obtener respuesta ante las llamadas y con la preocupación cada vez mayor, Vince McMahon ordena solicitar un control de bienestar al departamento de Sheriff del Condado de Fayette para comprobar como se encontraba la familia Benoit. Una vecina que encontraron los oficiales y a la que le solicitaron ingresar a la casa para verificar el estado de la familia fue la primera en descubrir los cuerpos. Después de descubrir los cadáveres, la policía informó a WWE a las 16:15 p. m., informándoles que habían descubierto tres cuerpos en la casa de Benoit, calificando que la casa era una «gran escena de crimen».
Una nota de suicidio no fue descubierta durante la investigación inicial, pero una nota fue descubierta más tarde en otra Biblia que se había incluido entre las posesiones de Benoit enviadas a su primera esposa. Según el periodista y fundador del Wrestling Observer Newsletter, Dave Meltzer, «había una nota encontrada en la Biblia por la primera esposa de Chris que vive en Canadá, la Biblia se mezcló con las pertenencias personales que les fueron enviadas». El padre de Chris Benoit, Michael Benoit, declaró: «Tenía una anotación manuscrita que decía: estoy preparándome para dejar este mundo».

## Posibles motivos
El abogado de WWE, Jerry McDevitt, apareció en Live with Dan Abrams el 17 de julio de 2007 y dijo que Benoit estaba tomando testosterona artificial como parte de un tratamiento de reemplazo de testosterona, que McDevitt dijo que era una práctica médica común en las personas que habían utilizado esteroides en el pasado y habían sufrido daño testicular como resultado.
El exluchador Christopher Nowinski declaró que Benoit podría haber estado sufriendo de repetidas conmociones cerebrales a lo largo de su carrera de lucha, lo que le provocó un estado mental inestable. Nowinski fue citado diciendo que Benoit «era uno de los pocos chicos que podía llevarse un sillazo a la cabeza... lo cual es estúpido». Las pruebas realizadas en el cerebro de Benoit por el doctor Julian Bailes, jefe de neurocirugía de la Universidad de Virginia Occidental, mostró que «el cerebro de Benoit estaba tan gravemente dañado que se parecía al cerebro de un enfermo de Alzheimer de 85 años de edad». Otras pruebas realizadas en el tejido cerebral de Benoit mostraron una Encefalopatía traumática crónica y daño a los cuatro lóbulos del tronco cerebral y el cerebro. Bailes y sus compañeros concluyeron que las conmociones cerebrales repetidas pueden conducir a la demencia, que puede contribuir a los problemas graves de conducta. El padre de Benoit sugiere que el daño cerebral puede haber sido la causa principal del doble homicidio-suicidio. Un comunicado emitido por la WWE desmintió esta idea como «especulativa».
Nancy Benoit había pedido el divorcio en mayo de 2003, presuntamente después de sufrir abuso doméstico por parte de Chris, pero fue retirado en agosto de 2003. En febrero de 2008, The Atlanta-Journal Constitution (AJC), informó que Nancy podía haber estado sospechando que su marido podría estar teniendo una aventura con una luchadora (o diva) de WWE, y que también podrían haber estado discutiendo sobre una póliza de seguros. AJC afirmó que la fuente de esas informaciones provenía de la oficina del Sheriff del Condado de Fayette.
Hablando sobre el asunto en su autobiografía, The Hardcore Truth, Bob Holly, especuló que la principal influencia en las acciones de Benoit se debe más al abuso de consumo de alcohol que al abuso de consumo de esteroides. Holly y Benoit viajaron juntos por carretera durante su periodo en WWE y no cree que los esteroides jugaran un factor y que Benoit bebía más de lo habitual durante el tiempo que tenía problemas conyugales con Nancy.
Otro motivo que impulsó a Benoit a cometer tales actos pudo ser la fuerte depresión que arrastraba con el fallecimiento de quien fuera uno de sus mejores amigos, Eddie Guerrero, fallecido un año y medio antes de la tragedia. Eddie Guerrero y Chris Benoit tuvieron una larga amistad de quince años, que finalizó el 13 de noviembre de 2005 cuando Eddie Guerrero falleció producto de una falla cardíaca en una habitación del hotel Marriott en la ciudad de Minneapolis.

## Reacciones

### WWE
Los sucesos fueron dados a conocer por primera vez a la fanaticada de WWE por el servicio de alertas de la empresa. En su página web, la compañía dio a conocer la siguiente declaración:

World Wrestling Entertainment lamenta profundamente informar que hoy Chris Benoit y su familia fueron encontrados muertos en su casa. No hay más detalles en este momento, aparte de que la residencia de la familia Benoit está siendo investigada por las autoridades locales. El programa de Raw de esta noche será un homenaje a Chris Benoit y a su familia. WWE quiere mostrar sus más sinceras condolencias y oraciones a los parientes de la familia Benoit y a sus seres queridos en estos momentos tan duros.

WWE canceló el programa de tres horas de Raw del 25 de junio (que casualmente iba a ser un programa homenaje en memoria de Mr. McMahon por una storyline que giraba en torno a su muerte dentro del kayfabe) y se reemplazó la versión transmitida por un homenaje a su vida y carrera, que presentaba luchas pasadas, segmentos del DVD Hard Knocks: The Chris Benoit Story, y comentarios de luchadores y anunciadores de las marcas Raw, SmackDown y ECW. Poco después de emitirse el programa, muchos de los comentarios transmitidos fueron publicados en WWE.com. No fue hasta que el programa estaba cerca de finalizar que empezaron a circular noticias que informaban que la policía estaba barajando la hipótesis de que Benoit hubiera asesinado a su mujer, a su hijo y después se habría suicidado.
La noche siguiente, después de que algunos detalles de las muertes estuvieran disponibles, la empresa emitió una declaración grabada por su jefe, Vince McMahon antes del programa de la ECW:

Buenas noches, damas y caballeros. El pasado lunes en Monday Night Raw, WWE presentó un programa especial de homenaje, reconociendo la carrera de Chris Benoit. Sin embargo, 26 horas después, los hechos de esta horrible tragedia ya se han esclarecido. Por lo tanto, aparte de mis comentarios, no habrá ninguna mención del nombre del Señor Benoit esta noche. Por el contrario, el programa de esta noche estará dedicado a cualquiera que se haya visto afectado por este terrible incidente. Esta noche marca el primer paso del proceso de recuperación. Esta noche, los luchadores de WWE harán lo que mejor saben hacer en el mundo: entretenerlos.

El viernes 29 de junio, antes de la edición de SmackDown de esa semana, Vince McMahon emitió otro comunicado indicando que los eventos relacionados con la tragedia no se conocían hasta ese momento. El resto de la declaración se mantuvo igual que la primera.

### Censura por parte de WWE
Después de conocer todos los detalles de su muerte y de su familia, WWE rápidamente se distanció de la figura de Benoit con el fin de no empañar su reputación:
- Con la excepción de todos los resultados y menciones en la historia de campeonatos de WWE (aunque se han eliminado los resúmenes de los reinados de sus campeonatos),[20] el sitio web de la WWE eliminó toda mención en el pasado de Benoit, incluyendo todos los artículos de noticias relacionados con los detalles específicos del incidente, así como su biografía, y los comentarios de homenaje a Benoit por parte de sus compañeros en un vídeo.

- La WWE sacó el episodio de Raw en homenaje a Benoit de las transmisiones internacionales. En sustitución, Todd Grisham de WWE Studios, creó un resumen de las luchas que tuvo John Cena por el Campeonato de WWE y el Campeonato Mundial Peso Pesado. Este episodio es el que se encuentra disponible en el WWE Network en lugar del programa especial del homenaje a Chris Benoit.[21] El anuncio de Vince Mcmahon al inicio del programa del 26 de junio de 2007 de ECW, donde se menciona a Benoit, también ha sido removido.

- Algunos países que recibieron la programación de WWE tres semanas más tarde, tenían todos los combates de Chris Benoit editados.

- El sitio web de marketing, WWEShop.com, retiró de forma definitiva toda la mercancía relacionada con Benoit.

- Todas las menciones a Benoit son retiradas del material de difusión en WWE Classics, siempre que sea posible. Esta política también incluye imágenes de Nancy Benoit, aunque hay imágenes de sus apariciones que se pueden visualizar. Luchas y otras imágenes de Benoit han aparecido con mucha moderación en algunos DVDs de WWE, todos ellos siendo material de archivo donde aparecen múltiples luchadores. Un ejemplo de esto es el DVD WarGames, que cuenta con la lucha entre el New World Order y The Four Horsemen, con Benoit, aunque se refieren a él como un «socio misterioso».[22]

- WWE Classics on Demand, el servicio de vídeo bajo demanda de suscripción de WWE, eliminó todos los vídeos y menciones de Chris y Nancy Benoit en vídeos de archivo.[23]

- En WWE Network se muestra una advertencia de contenido no apto para menores de edad cuando se reproduce un show en el que aparece Benoit. Los combates de Chris Benoit pueden ser vistos, pero no pueden ser encontrados a través del buscador de WWE Network, ya que no muestra resultado alguno al buscar el nombre "Chris Benoit". Los combates de Benoit deben ser buscados manualmente dentro del evento o programa en que estos hayan tenido lugar, el mensaje en cuestión es el siguiente:

El siguiente programa se presenta en su forma original. Puede aparecer contenido o dialogo sensible que no refleja los puntos de vista corporativos de WWE. Los personajes de la promotora son ficticios y no reflejan las vidas personales de los actores que los representan. Se aconseja discreción del espectador.

- En WWE Network los pósteres e imágenes promocionales de los eventos que contaban con Benoit han sido editados para quitar su imagen.[25]

- Benoit, junto con su «Crippler Crossface» y otros movimientos, fueron retirados del videojuego WWE SmackDown vs. Raw 2008, después de que Benoit fuera incluido originalmente en el juego como un personaje jugable. Sin embargo, a partir de WWE SmackDown vs. Raw 2010, el movimiento fue reinstalado como «Crossface».[26] El Crossface sería utilizado más tarde por Triple H y Shawn Michaels con alguna irregularidad a partir de finales de 2008.

- Benoit fue removido de la portada del vídeo WWE SmackDown vs. Raw 2008 después de haber sido anunciado como parte de la misma, siendo reemplazado por Bobby Lashley.[27]

- El nombre de Benoit fue eliminado de su antigua canción de entrada, «Rabid», en la versión MP3 de WWE Anthology.

- Los materiales de promoción del pay-per-view de Royal Rumble, explican que solo dos luchadores han ganado el combate entrando de número uno, siendo estos Shawn Michaels y Edge, sin tomar en cuenta a Benoit.[28]

- En el videojuego WWE 2K15, en el 2K Showcase Mode Storyline «Best Friends, Bitter Enemies», centrado en la rivalidad entre Triple H y Shawn Michaels desde 2002 hasta 2004, se menciona que después de su Last Man Standing Match en el Royal Rumble de 2004, Triple H y Shawn Michaels compitieron en una Triple Threat match en WrestleMania XX que ninguno de ellos ganó. Benoit, el tercer luchador de ese combate, no es mencionado en este caso.

- A la banda de rock canadiense Our Lady Peace, quienes habían escrito la canción de entrada de Benoit, «Whatever», en 2001, se les preguntó en una entrevista de 2012 si volverían a interpretar la canción. La banda respondió que sentían que no podían dadas las circunstancias de la muerte de Benoit. Sin embargo, no habían tocado la canción por varios años antes del fallecimiento del luchador.[29]

- 2K Games, bloqueará de sus servidores a quien juegue en línea con un luchador editado que tenga la apariencia de Chris Benoit. El primer caso de bloqueo por esta razón tuvo lugar en 2015.[30]

#### Menciones a Benoit por parte de WWE tras su muerte
- Benoit es mencionado en la edición especial de WWE Magazine The Untold History Of The WWE de 2009, por Vince McMahon durante una entrevista, diciendo «no está bien pretender que [Benoit] no existió», agregando que no tiene problemas en que se mencione a Benoit como parte de la historia de la compañía.[31]

- WWE incluyó el momento en que Randy Orton cubrió a Benoit en SummerSlam 2004 para capturar su primer Campeonato Mundial de Peso Pesado en un video promocional para el combate entre Orton y John Cena en la edición 2013 del evento TLC: Tables, Ladders & Chairs. Sin embargo, no se puede ver el rostro de Benoit.

- En 2015, el nombre de Benoit fue mencionado como parte de la serie Monday Night Wars de WWE Network sobre la caída de WCW. Esta sería la primera vez desde 2007 que WWE mencionaría a Benoit por su nombre durante uno de sus programas. Un segmento de esta serie habló sobre la llegada a WWE de Benoit y sus compañeros de Radicalz, Eddie Guerrero, Dean Malenko y Perry Saturn. Sin embargo, salvo de una sola toma, Benoit fue omitido de todas las imágenes y fotografías presentadas del grupo.[32][33]

- Benoit aparece en la edición 2016 de la enciclopedia de WWE, donde se detalla su carrera en la lucha libre hasta que pierde el World Heavyweight Championship contra Randy Orton, además de su historial de títulos.[34]

- En el vídeo promocional para la inducción al Salón de la Fama de WWE de Kurt Angle en 2017, se mostró brevemente un clip de su lucha contra Benoit. Sin embargo, la toma es lejana y no se ve el rostro de Benoit.

### Industria de la lucha libre profesional
Numerosos individuos en la lucha libre profesional, del pasado y del presente, hablaron de las muertes y sus consecuencias:
- El fallecido luchador profesional y Hall of Famer, Hulk Hogan, comentó únicamente sobre la personalidad de Benoit y sus pensamientos en el crimen, diciendo: «Él era pacífico y discreto» y «Pienso que ha debido de ser algo personal, algún problema doméstico entre él y su esposa».[35]

- Kurt Angle, excompañero de Benoit en WWE, decidió comentar sobre el delirio creado por el crimen, diciendo: «Esto no es un fallo de WWE y no es un fallo de Vince McMahon. Chris Benoit era responsable de sus propias acciones».[36]

- Eric Bischoff, en su página web, también comentó sobre el frenesí mediático, diciendo: «Está claro que los medios quieren culpar a los esteroides, al luchador profesional, a Vince McMahon, o a cualquiera que pueda sensacionalizar esta tragedia familiar. No voy a unirme al coro. No tengo suficiente información. No estaba allí. No soy un psiquiatra. No puedo imaginar cómo o por qué pudo haber sucedido».[37]

- Otros luchadores profesionales también realizaron comentarios al respecto, incluyendo: Lex Luger,[38] Marc Mero,[39] Ted DiBiase, Bret Hart, Lance Storm,[40] Chyna,[41] Steve Blackman,[42] Rob Van Dam, The Ultimate Warrior, Chris Jericho[43] y William Regal.[44] Vince McMahon y su esposa Linda fueron entrevistados (separados y juntos), por varios entrevistadores de noticias.[45]

- Adam Copeland (Edge) y Chavo Guerrero hablaron abiertamente sobre como la muerte de Benoit les afectó. Copeland dijo que Benoit era una de las tres personas más cercanas en la WWE, y Guerrero dijo que Benoit era una persona cercana a su familia.

- CM Punk, en una entrevista en 2011 con GQ, brevemente tocó el tema del asesinato-suicidio de Benoit (que ocurrió cuatro años antes de la entrevista). Lo describió como «un punto bajo en la vida de cualquiera. A mucha gente no le gusta hablar de ello. Sigue golpeando mi mente».[46] En la Convención Internacional de Cómics de San Diego de 2012, durante una sesión de entrevistas con estrellas de la WWE que incluía a Punk, Sheamus y Zack Ryder, se le preguntó a Punk si la WWE estaba tratando de borrar a Benoit de la historia. Punk respondió que Benoit está en la historia de la WWE y que eso no se puede cambiar, pero eso no da ningún sentido a la WWE para promocionarlo, debido a la naturaleza horrible de los crímenes que cometió.[47]

- En julio de 2013, Steve Austin habló sobre Benoit, diciendo que a pesar de que él era un gran luchador y un gran ser humano, Austin cree que lo que Benoit le hizo a su mujer y a su hijo impidió que fuera inducido en el Salón de la Fama de la promotora.

En 2003, Benoit había sido inducido en el Wrestling Observer Newsletter Hall of Fame. Como resultado del doble asesinato-suicidio, su inducción se sometió a una nueva votación en 2008. Aunque más del 50% de los votantes decidieron retirar a Benoit del salón, Dave Meltzer decidió dar un requerimiento del 60% antes de la elección, permitiendo que Benoit permaneciera.

### Repercusión mediática
Cuando se publicaron las noticias sobre la muerte de Benoit, la mayoría de medios de noticias informaron sobre el asunto, incluyendo MSNBC y Fox News Channel. Benoit fue portada de la revista People. ECW Press anunció el 16 de julio que el escritor de lucha libre, Irvin Muchnick, había escrito un libro sobre el caso de Benoit, puesto en venta en 2008. En el Comedy Central Roast de Flavor Flav en agosto de 2007, Jimmy Kimmel, bromeó homenajeando a Flavor Flav, diciendo: «Chris Benoit es un mejor padre que Flavor Flav», que atrajo una respuesta horrorizada y sorprendida, y luego risas del público.

### Respuesta gubernamental
Con la muerte de Benoit, presuntamente vinculada al abuso de consumo de esteroides, WWE está siendo investigada por el Comité de Supervisión y Reforma de la Cámara de Gobierno de Estados Unidos, en cuanto a su política de bienestar de los talentos. A fecha de junio de 2009, el congreso no ha tomado ninguna acción contra la promotora o contra cualquier compañía de lucha libre profesional. En enero de 2009, Henry Waxman, presidente saliente del comité de cámara sobre reforma y vigilancia al gobierno, solicitó al jefe de la oficina de política nacional de control de drogas, John P. Walters, «examinar el uso de esteroides en la lucha libre profesional y tomar las medidas apropiadas para hacer frente a ese problema». En la carta, Waxman escribió: «En el primer año en el que se puso en marcha el programa de pruebas de WWE, que comenzó en marzo de 2006, el 40% de los luchadores dio positivo en esteroides y otras drogas, incluso después de haber sido advertidos de antemano que iban a someterse a la prueba». También escribió sobre cómo los luchadores que dan positivo para mejorar su rendimiento, reciben un ligero castigo y a menudo vuelven a participar en eventos de lucha libre. La investigación también reveló al comité la facilidad con la que los luchadores pueden asegurar que el consumo de esteroides es de «uso terapéutico», para que puedan seguir consumiendo esteroides. Cuando el personal de Waxman entrevistó al doctor Tracy Ray, un médico contratado por WWE, dijo que estaban: «todos los casos falsificados en la mayoría que había revisado».

## Debate sobre el consumo de esteroides

### Antecedentes
En la casa se encontraron esteroides, llevando a algunas organizaciones mediáticas a hipotetizar que una rabia inducida por los esteroides fue la responsable de las acciones que Benoit llevó a cabo, algunos doctores han unido el consumo de esteroides a un comportamiento incontrolablemente violento, junto con otras enfermedades psicológicas, incluida la paranoia. WWE realizó una conferencia de prensa, desmintiendo las acusaciones de la rabia del roid. Una parte del comunicado decía:

Las evidencias físicas encontradas por las autoridades indican deliberación, no rabia. Los pies y manos de la esposa estaban atados y fue asfixiada, no reducida hasta la muerte. Por las informaciones obtenidas de las autoridades, hubo periodos substanciales de tiempo entre las muertes de la esposa y el hijo, sugiriendo de nuevo pensamiento deliberado, no rabia. La presencia de una Biblia también indica que no es un acto de rabia

Los fiscales de Nueva York también investigaron las entregas que Benoit recibió de Signature Pharmacy y MedXLife.com, que vendía esteroides y hormonas de crecimiento humano a través de internet. Terence Kindlon, abogado de MedXLife y su copropietario Gary Brandwein, negaron las acusaciones de que la compañía de su cliente vendía esteroides a Benoit. Brandwein no se declaró culpable de seis cargos en la corte estatal de Nueva York en relación con la venta criminal de una sustancia controlada. De acuerdo con un informe de la revista Sports Illustrated, tres paquetes enviados a Benoit eran de Signature Pharmacy, con el primero de ellos enviado en diciembre de 2005 a San Antonio, Texas. El segundo paquete fue enviado el 13 de febrero de 2006 para una dirección en Peachtree City, Georgia y el tercer paquete fue enviado en julio de 2006 a Fort Walton Beach, Florida. Las siguientes once superestrellas que fueron investigadas en marzo de 2007 por una investigación de consumo de esteroides incluían a Kurt Angle, Rey Mysterio, Adam Copeland y Gregory Helms, todos ellos recibieron una gran cantidad de esteroides.
El abogado de WWE, Jerry McDevitt, afirmó: «Todos ellos creen que los hechos de este crimen no apoyan la hipótesis de que la rabia del roid jugó un papel en los asesinatos». «Todos ellos citan una evidencia de premeditación, además de la falta de un informe de toxicología y el hecho de que los esteroides que se encontraron en la casa de Benoit se encontraban preescritos legalmente». El doctor Gary I. Wadler, quien actualmente trabaja en la Agencia Mundial Antidopaje y ha tenido un importante papel en el comité de investigación, salud y medicina, afirmó: «Fue un acto premeditado y no se debió a ninguna rabia». Los investigadores incautaron los registros médicos de Chris y Nancy. También tienen en su poder el historial médico de Mark Jindrak, Hardcore Holly, Lex Luger, Rey Mysterio, Buff Bagwell y Johnny Grunge, todos ellos fueron pacientes del doctor Phil Astin. Los informes toxicológicos del cadáver de Chris Benoit fueron publicados el martes, 17 de julio de 2007 a las 14:30 de la tarde.

### Resultados toxicológicos
En la conferencia de prensa realizada por el departamento de investigación de Georgia, el 17 de julio de 2007, se confirmó que tres medicamentos diferentes fueron encontrados en el organismo de Nancy Benoit: hidrocodona, hidromorfona y alprazolam. Estas tres drogas fueron encontradas en niveles normales para un tratamiento terapéutico. Los niveles de alcohol en sangre fueron encontrados en un 0,184%. El doctor Kris Sperry añadió que era imposible decir si algunos de los hallazgos en la sangre se debían a la ingestión de alcohol o al proceso post mortem. También se descartó que Nancy fuera sedada por Chris antes de ser asesinada.
También se encontró Alprazolam en el organismo de Daniel Benoit. El fiscal del distrito, Scott Ballard, indicó que esa no era una droga que se le daría a un niño en circunstancias normales. Se cree que Daniel fue sedado antes de ser asesinado, el doctor Sperry descartó que Daniel murió de una sobredosis de drogas. El GBI, sin embargo, dijo en la rueda de prensa que no podía realizar exámenes de restos de drogas en el organismo de Daniel debido a la falta de orina.
Xanax e hidrocodona también fueron encontrados en el organismo de Chris Benoit, en niveles que los investigadores consideraron consistentes con un uso terapéutico. Se encontraron esteroides en el cuerpo de Benoit, siendo niveles de testosterona en su orina. Tampoco se encontró alcohol en la sangre de Benoit, lo cual se puede creer que consumió toda esa cantidad de alcohol días antes de morir.

### El doctor Astin
El doctor Phil Astin III C. era el médico personal de Chris Benoit. Los abogados del doctor Astin habían pedido a un juez que tirara las pruebas incautadas durante una redada en la oficina de Astin después de la muerte de Benoit y su familia. El abogado de Astin, Manny Arora, afirmó que el registro superó la autoridad otorgada en una orden de registro y que la policía se apoderó de distintos historiales médicos de Benoit y de otros pacientes, así como los registros bancarios de tres años y ordenadores. De acuerdo con una publicación de Associated Press de febrero de 2008, Astin había sido acusado de prescribir medicación excesiva a otra persona ajena al caso de Benoit. El 29 de enero de 2009, Astin admitió que los medicamentos eran preescritos de forma ilegal, a veces sin ni siquiera examinar a los pacientes primero. Astin se enfrenta a un máximo de 20 años en prisión y a una multa de hasta 1 millón de dólares por cada cargo. Fue condenado a 10 años de prisión por prescribir medicinas ilegales a sus pacientes.

## La controversia de Wikipedia
Las noticias de la muerte de Nancy Benoit fueron inexplicablemente colocadas en el artículo de Chris Benoit de la Wikipedia en inglés, catorce horas antes de que la policía descubriera los cuerpos. Esto fue inicialmente reportado en Wikinoticias en inglés y más tarde en FOXNews.com. El post original decía: «Chris Benoit fue sustituido por Johnny Nitro para la pelea del Campeonato Mundial de ECW en Vengeance, al no encontrarse Benoit allí debido a asuntos personales, surgidos por la muerte de su esposa Nancy» («Chris Benoit was replaced by Johnny Nitro for the ECW Championship match at Vengeance, as Benoit was not there due to personal issues, stemming from the death of his wife Nancy»). La frase «surgidos por la muerte de su esposa Nancy» se añadió a la Wikipedia en inglés a las 12:01 a. m. EDT el 25 de junio de 2007, mientras que la policía de condado de Fayette descubrió los cuerpos de la familia a las 2:30 p. m. EDT (14 horas y 29 minutos más tarde). La dirección IP del editor se localizó en Stamford, Connecticut, lugar donde también se encontraba el cuartel general de WWE y sede del ya citado evento Vengeance. Después de que las noticias del aviso prematuro de sus muertes llegara a los medios de comunicación, el usuario anónimo que realizó la edición entró en Wikinews (Wikinoticias en inglés) para explicar la supuesta clarividencia de su comentario diciendo que fue una «increíble coincidencia y nada más» («huge coincidence and nothing more»).
La policía no ha «conseguido el equipo de ordenador de la persona responsable de las ediciones» y han denominado la confesión como un «increíble obstáculo». También se ha dicho que si la persona «tuvo conocimiento de la muerte antes de que la policía descubriera los cuerpos, él o ella podría enfrentarse a cargos criminales».

## Consecuencias y legado
En los años posteriores al suceso, el incidente se siguió mencionando en los medios de comunicación. Las muertes llevaron a muchos fanáticos y críticos de WWE a considerar que estos fueron la causa de que cambiara su programación. En unos meses los golpes con sillas en la cabeza y rostro de un luchador a otro fueron prohibidos, junto con el uso de lenguaje vulgar, sangre y situaciones orientadas para adultos. Esto se terminó entre finales de 2008 y principios de 2009 con la creación de una programación TV-PG, que indica que la programación de WWE puede ser vista para todo público.
Entre el 26 y el 27 de julio de 2012, el grupo de rap Insane Clown Posse dio a conocer un vídeo musical con una canción llamada «Chris Benoit». La canción y el vídeo no hablan acerca de Benoit exactamente, pero si se habla de un hombre que es similar a Benoit. El vídeo y la música, incluyen fotografías y una grabación de Chris Benoit antes de su muerte. Una remezcla con los raperos Ice Cube y Scarface salió más tarde a la venta.
El 1 de diciembre de 2012, el jugador de los Kansas City Chiefs, Jovan Belcher, asesinó a su novia y luego se suicidó en el centro de entrenamiento de los Chiefs cerca de Arrowhead Stadium, las circunstancias de esta muerte crearon algunas comparaciones con la situación de Benoit.
En marzo de 2013, Murder's Magazine tenía en portada la muerte de Chris Benoit junto con algunas preguntas sobre el crimen.
En una entrevista en julio de 2013, la hermana de Nancy Benoit dijo que cree que una depresión hizo que Benoit asesinara a su hermana y dijo que los forenses estimaron tras realizarle la autopsia, que a Chris sólo le quedaban diez meses de vida debido a un agrandamiento en su corazón. La hermana de Nancy Benoit también declaró que Chris estaba contemplando retirarse y crear una escuela de lucha libre, pero decidió continuar luchando.
Las luchas de Chris Benoit están disponibles en los sitios web de WWE, WWE Network y Peacock, aunque aparece una advertencia previa a la visualización de las imágenes en las que aparece y las luchas deben de ser buscadas manualmente en los eventos ya que el nombre de Benoit no figura ni en el buscador ni en las luchas.
En 2011 se anunció una película biográfica basada en el hecho titulada Crossface. La película mostraría a Benoit desde sus inicios como alumno de la familia Hart, pasando por su ascenso en ECW, WCW y WWE, hasta su asesinato-suicidio. La película sería dirigida por Lexi Alexander, con Liev Schreiber interpretando a Benoit. El rodaje estaba previsto para 2012, sin embargo, la película fue cancelada por pedido de la familia de Benoit.
En marzo de 2020, Dark Side of the Ring de Vice lanzó un episodio documental de dos horas con su hijo, David, la hermana de Nancy Benoit, Sandra Toffoloni, Chavo Guerrero Jr., Vickie Guerrero, Jim Ross, Dean Malenko y Chris Jericho.